# 彰北國民運動中心
彰北國民運動中心是台灣彰化縣第一座國民運動中心，為地下1層、地上4層的建築物，於2014年1月11日動工，2015年12月4日完工啟用試營運，彰化縣政府以OT案委託中州學校財團法人營運管理，因中州學校財團法人財務困難經教育部宣告解散及八年營運契約到期將於2023年12月11日後期滿退出營運。彰化縣政府重新對外招標，彰化縣彰北國民運動中心及縣立健興游泳池整建營運轉移(ROT)案，由舞動陽光股份有限公司取得10年營運權。

## 設施介紹
- B1：停車場
- 1F：服務櫃檯、游泳池、販賣部、行政辦公室
- 2F：桌球區、撞球區、閱覽區、兒童遊戲區、哺集乳室、多功能教室、韻律教室
- 3F：體適能中心（健身房）、綜合球場（籃球/羽球）
- 4F：多功能教室、韻律教室
- 戶外：汽車停車場（每小時30元/無當日最高收費）、機車停車場（免費）